# Windows Sound System
Windows Sound System (WSS) — специфікація звукової карти Microsoft, яка була випущена наприкінці 1992 року для Windows 3.1.

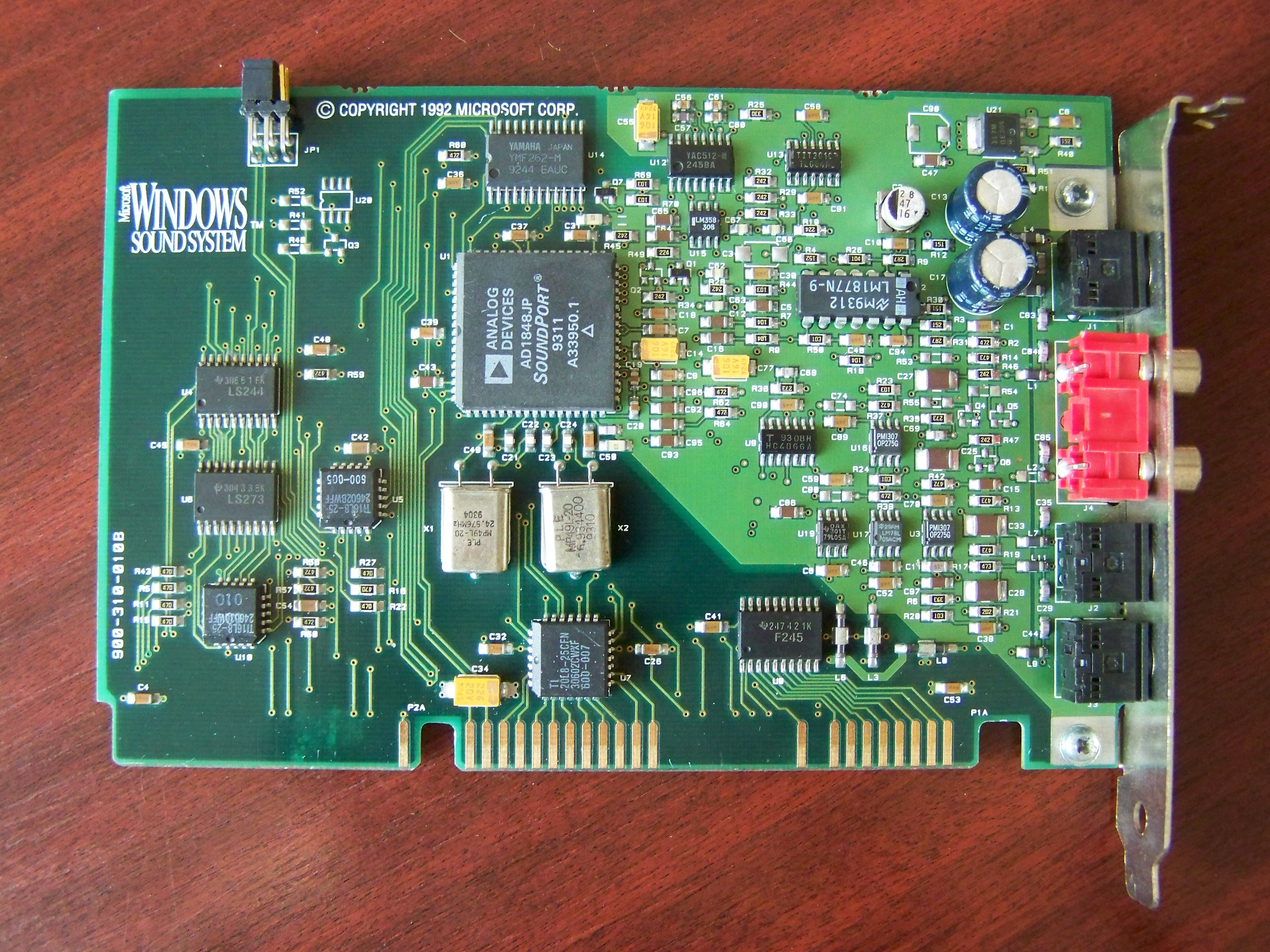
Microsoft Windows Sound System Звукова плата

Спроба привести численні і несумісні один з одним звукові карти, що були в той час на ринку, до єдиного стандарту. Звукова плата на комп'ютері спочатку не була передбачена. Єдиний звук, що видавав комп'ютер — був звук вбудованого динаміка, що повідомляв про несправності. Специфікація WSS встановила для звукових карт мінімальні параметри якості звуку, набір входів і виходів, які обов'язково повинні були на них присутніми. Виробникам стало значно простіше писати під них драйвери.